# Pelageya
Pelagueya Serguéievna Jánova (en ruso: Пелаге́я Серге́евна Ха́нова; Novosibirsk, 14 de julio de 1986) conocida en el ámbito artístico como Pelagueya, es una cantante rusa. Interpreta canciones de folk de diferentes naciones en distintos idiomas, romances rusos y otras composiciones escritas por miembros de su banda, principalmente con arreglos de música rock.

## Vida y carrera

### Inicios
La madre de Pelagueya, Svetlana Gennádiyevna Jánova (en ruso: Светлана Геннадьевна Ханова), una cantante de jazz, directora de teatro, instructora y actriz, en la actualidad ejerce como productora discográfica de su hija. Su apellido Jánova es el del último esposo de su madre.
Cuando apenas tenía ocho años, Pelagueya ingresó en la escuela musical del reputado Conservatorio de Novosibirsk. Un año después fue galardonada con el trofeo a la "Mejor cantante de folk rusa de 1996" en un concurso televisivo. A los diez años firmó un contrato con la discográfica FeeLee Records, por lo que tuvo que mudarse con su familia a la capital Moscú. A los 14 años completó su educación secundaria por correspondencia e inmediatamente ingresó en el reconocido Instituto Ruso de Arte Teatral, graduándose con honores en el año 2005.

### Reconocimiento
En 1997, cantó en el evento Moscow's 850th Anniversary Pageant, presentándose en la Cumbre de Jefes de Gobierno de Tres Estados (Jacques Chirac, Helmut Kohl y Borís Yeltsin) y participó en un programa de televisión para la cadena KVN como miembro del equipo de la Universidad Estatal de Novosibirsk.
En julio de 1999, fue invitada por el destacado director de orquesta Mstislav Rostropóvich a un festival musical en Francia junto con Yevgueni Kisin, Ravi Shankar y B.B. King. En una entrevista para un medio escrito francés, la soprano Galina Vishnévskaya - esposa de Rostropóvich - se refirió a Pelagueya como "una revelación futura en el mundo de la ópera". En 2000, Pelagueya formó su banda, que adoptó su propio nombre artístico.
En 2009, fue condecorada como la "mejor solista femenina del año", premio entregado por la estación radial Nashe Radio. En enero de 2010, fue incluida en el proyecto Bobble del renombrado jazzista estadounidense Bobby McFerrin.
Pelagueya ha hecho parte del jurado en la versión rusa del programa musical de telerrealidad The Voice, apareciendo en las temporadas 1, 2, 3 y 6. También ha figurado como juez en la versión infantil del programa, The Voice Kids, en las temporadas 1, 2, 3, 5 y 6. Durante la ceremonia de apertura de los Juegos Olímpicos de Sochi 2014, Pelagueya interpretó la canción popular rusa "Oy, to ne vécher" ("Ой, то не вечер").
Luego del nacimiento de su hija, regresó a la música participando en un concierto de Nikolái Rastorgúyev, líder de la banda Liubé, en el que interpretó la canción Конь (Horse) a dueto con el mencionado músico.

## Plano personal

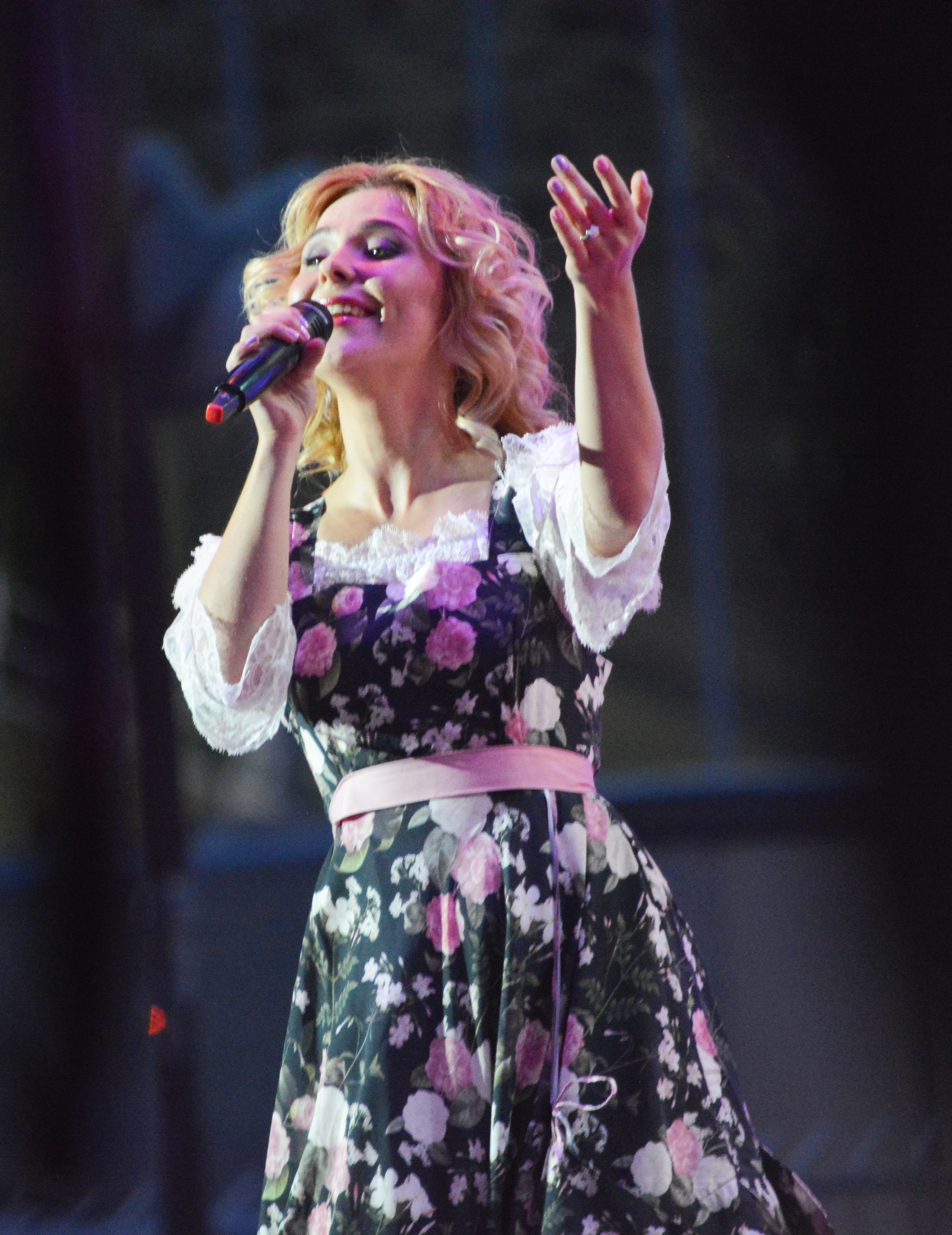
Pelagueya en vivo en 2014.

En 2010, Pelagueya se casó con Dmitri Efimóvich, un director de televisión. La pareja se divorció dos años después. En 2016, se casó con el jugador de hockey ruso Iván Teleguin. Tienen una hija llamada Thaisia. En diciembre de 2019, Pelagueya anunció a través de su cuenta de Instagram su separación.
Debido a su parecido físico, algunos fanáticos la comparan con Scarlett Johansson o Charlize Theron.

## Discografía
- 2003 — Pelagueya (Пелагея)
- 2007 — Maid's Songs (Девушкины песни)
- 2009 — Siberian Drive (Сибирский драйв)
- 2010 — Paths (Тропы)

## Miembros de su banda
- Pelagueya: voz
- Pável Deshura (f. 2022): guitarra, coros, arreglos
- Svetlana Jánova: producción, letras, arreglos, mezcla
- Daniil Oplachkin: batería
- Aleksandr (Sanya) Savinyj: bajo, coros
- Antón Tsypkin: bayán (acordeón), teclados
- Serguéi Poluboyárinov: dirección de sonido.